# Dmitri Bessmertny
Dmitri Sergueïévitch Bessmertny (en russe : Дмитрий Сергеевич Бессмертный) ou Dzmitry Siarheïévitch Biassmertny (en biélorusse : Дзмітрый Сяргеевіч Бяссмертны) est un footballeur international biélorusse né le 3 janvier 1997 à Minsk. Il évolue au poste de milieu de terrain au BATE Borisov.

## Biographie

### Carrière en club
Natif de Minsk, Dmitri Bessmertny effectue sa formation au sein du club local du FK Minsk, où il fait ses débuts professionnels le 17 juin 2015 à l'occasion d'un match de championnat contre le Torpedo Jodzina, à l'âge de 18 ans. Restant par la suite cantonné aux équipes de jeunes, il dispute notamment l'UEFA Youth League en fin d'année 2015, marquant un but lors du premier tour contre le Viitorul Constanța.
Il apparaît de manière plus fréquente lors de la saison 2016, disputant 17 matchs de championnat et marquant son premier but contre le Dinamo Brest le 10 avril, avant de devenir un titulaire régulier à partir de l'exercice 2017, jouant notamment l'intégralité des rencontres de la saison 2018.
Bessmertny quitte finalement le FK Minsk en début d'année 2019 pour rejoindre le BATE Borisov.

### Carrière internationale
Régulièrement sélectionné dans les équipes de jeunes de la Biélorussie, Dmitri Bessmertny est appelé pour la première fois au sein de la sélection A par Mikhaïl Markhel au mois de novembre 2019 et connaît sa première sélection le 16 novembre à l'occasion d'un match de qualification pour l'Euro 2020 contre l'Allemagne.

## Statistiques
| Saison                | Club                  | Championnat           | Championnat | Championnat | Coupe(s) nationale(s) | Coupe(s) nationale(s) | Compétition(s) continentale(s) | Compétition(s) continentale(s) | Compétition(s) continentale(s) | Total | Total |
| Saison                | Club                  | Division              | M.          | B.          | M.                    | B.                    | Comp.                          | M.                             | B.                             | M.    | B.    |
| 2015                  | FK Minsk              | D1                    | 1           | 0           | -                     | -                     | -                              | -                              | -                              | 1     | 0     |
| 2016                  | FK Minsk              | D1                    | 17          | 1           | 3                     | 1                     | -                              | -                              | -                              | 20    | 2     |
| 2017                  | FK Minsk              | D1                    | 28          | 1           | 4                     | 0                     | -                              | -                              | -                              | 32    | 1     |
| 2018                  | FK Minsk              | D1                    | 30          | 4           | 2                     | 0                     | -                              | -                              | -                              | 32    | 4     |
| Sous-total            | Sous-total            | Sous-total            | 76          | 6           | 9                     | 1                     | -                              | -                              | -                              | 85    | 7     |
| 2019                  | BATE Borisov          | D1                    | 8           | 0           | 5                     | 0                     | -                              | -                              | -                              | 13    | 0     |
| 2020                  | BATE Borisov          | D1                    | 20          | 0           | 4                     | 1                     | -                              | -                              | -                              | 24    | 1     |
| 2021                  | BATE Borisov          | D1                    | 16          | 1           | 6                     | 2                     | C4                             | 1                              | 0                              | 23    | 3     |
| Sous-total            | Sous-total            | Sous-total            | 44          | 1           | 15                    | 3                     | -                              | 1                              | 0                              | 60    | 4     |
| Total sur la carrière | Total sur la carrière | Total sur la carrière | 120         | 7           | 24                    | 4                     | -                              | 1                              | 0                              | 145   | 11    |